# Ericameria paniculata
Ericameria paniculata là một loài thực vật có hoa trong họ Cúc. Loài này được (A.Gray) A.Gray ex Rydb. mô tả khoa học đầu tiên năm 1917.